# Гаплогрупа I2
Гаплогру́па I2, або за загальною номенклатурою I-M438 є гаплогрупою людської ДНК Y-хромосоми, разом з гаплогрупою I1 є головною галуззю гаплогрупи I-M170 (гаплогрупа І). Гаплогрупа I2 є другою гаплогрупою за частотою 22,0 % (132/601) серед чоловіків-українців після «арійської» гаплогрупи R1a. Сформована 27500 років тому з загальним предком 21800 років тому.
Найбільшої частоти у 50% чоловіків та більше сягає на Балканах у Динарах, де найвищі чоловіки у світі зі зростом у середньому 185,6 см.
Головними галузями гаплогрупи I-M438 є I-L460 та I-L1251.
Базальна (початкова) гаплогрупа M438 має зразки серед чоловіків Криту та Сицилії.

## Походження та історія
Гаплогрупа IJ поширилися у Європу приблизно 35000 років тому. Гаплогрупа I бере свій початок саме в Європі від мігрантів гаплогрупи IJ. Вона є найдавнішою серед основних гаплогруп у Європі.
Дослідження стародавньої ДНК оріньяцької культури (45000-28000 років тому) належать до гаплогруп CT, C1a, C1b, F та I.
Гаплогрупа I2 (M438/P215/S31) вважається, що з'явилася у пізню давньокам'яну добу під час останнього зледеніння приблизно 27500-21500 років тому. Точного місця народження гаплогрупи I2 невідомо, тому що перші європейці були кочовими мисливцями та збирачами.
Найдавніший скелет чоловіка з гаплогрупою I2 знайдено у швейцарському Grotte du Bichon, що датовано 13500 роками тому та належить до азильської культури. Його матерня гаплогрупа була U5b1h.
У жовнтні 2016 року було протестовано 15 зразків з середньокам'яної доби. Один зразок з Іспанії належить до C1a2, один у Німеччині до гаплогрупи F, 2 у Франції — до гаплогрупи I*, 6 у Люксембурзі та Швеції — до гаплогрупи I2 (у тому числі до гаплогруп P37.2, L672, M423 та PF3827). Материнські гаплогрупи до яких вони належали були U2e, U4, U5a1, U5a2 та U5b. Чотири зразки з Росії належать до Y-гаплогруп: 1 до J*, 2 до R1a1 та 1 до R1b1a. Це вказує на різноманітність гаплогруп у середньокам'яній Європі. Тепер гаплогрупи C1a2, F, I*, J* надзвичайно рідкісні. Проте гаплогрупа I-P37.2 (I2a1) за часів новокам'яної доби надзвичайно поширилися.

### Неолітична асиміляція гаплогрупи I2 близькосхідними хліборобами G2a
За нової кам'яної доби хлібороби-переселенці у Європу асимілювали до себе майже усі давні лінії середньокам'яної доби. За ранньої новокам'яної доби 8500 років тому у північно-західній Туреччині гаплогрупа I2c (L596) була вже присутня. За дослідженнями 2014—2016 років серед скелетів новокам'яної доби у Європі 16 % з 69 зразків належали до гаплогрупи I2a (L460/PF3647/S238). I2a є другою за чисельністю новокам'яною європейською гаплогрупою після гаплогрупи хліборобів-переселенців з Анатолії G2a.

### Історія гаплогрупи I2a1 (P37)
Гаплогрупа I2a1-P37 особливо розквітла за доби Старчево-Кереш-Криської культури (6000-4500 до Р. Х.) у південно-східній Європі, де вона дотепер залишається основної чоловічою гаплогрупою. Саме ця гаплогрупа I2a1 складає 96 % усіх українців-носіїв гаплогрупи I2.
I2a1 також з'явилася у Західному Середземномор'ї завдяки культура кардіальної кераміки (5000-1500 до Р. Х.). Серед сучасного населення Західного Середземномор'я сардинці та баски є народами з найбільшим відсотком нащадків цієї культури з гаплогрупою I2a1.
Також було виявлено зразки гаплогрупи I2a1 мідної доби:
- на півночі Італії зразок I2a1a1, що належить культурі ремеделло,
- в Угорщині зразок I2a1, що належить культурі Ватя (Vatya culture).

### Історія гаплогрупи I2a2 (M436)
Тільки один зразок I2a2 (M436) був знайдений серед ранніх та середніх новокам'яних зразків, а саме M223 з Іспанії. За мідної та бронзової діб виявлено зразки гаплогрупи I2a2:
- у Іспанії один зразок I2a2 (M436), два — I2a2a (M223) та один I2a2a1 (CTS616),
- на півдні Росії один зразок I2a2a1b1b2 (S12195), що належить ямній культурі,
- в Угорщині один зразок I2a2a1 (CTS9183) та один I2a2a1a2a (L229) що належить культурі Ватя (Vatya culture),
- у Німеччині шість зразків I2a2b (L38), що належать унетицькій та полів поховальних урн культурам.

### Історія I2c (L596)
За ранньої новокам'яної доби 8500 років тому у північно-західній Туреччині гаплогрупа I2c (L596) була вже присутня. Вона попала у Європу разом з хліборобами-переселенцями гаплогрупи G2a.
Виявлено зразок I2c2 (PF3827) вже мідної доби у Німеччині, що належить носію унетицької культури.

## Географічне та етнічне поширення
Гаплогрупа I2 має центр поширення у південно-східній Європі, а саме у Динарських Альпах.
Босняки мають 55 % носіїв гаплогрупи I2, хорвати 41,8 %, мешканці острову Сардинія — 39,5 %, македонці 38,9 %, серби 33 %, чорногорці 31 %, українці 21,4 %, болгари 20,7 %, греки 18,3 %, угорці 18,1 %, румуни 17,5 %, молдавани 16,7 %, білоруси 16,0 %, словаки та чехи тотожні 13,3 %, німці-швейцарці 11,9 %, поляки 9,9 %, словенці 7,5 %, німці 7,2 %, австрійці 5,1 %, литовці 3,4 %.

## Зовнішня структура
Гаплогрупа I2, разом з гаплогрупою I1 є частиною гаплогрупи I (M170), так званої «стародавньої європейської». Її попередницею є гаплогрупа IJ (M429) у межах якої вона споріднена з «семітською» гаплогрупою J. Гаплогрупа IJ є частиною гаплогрупи IJK (M522|M523) у межах якої вона Гаплогрупа I2 споріднена з усім поза-африканським чоловічим населенням.
- IJK (M522|M523)
  - IJ (M429/P125)
    - I (M170)
      - I1 (M253)
      - I2 (M438)

    - J (M304)

  - K (M9)

## Внутрішня структура
- I2 (M438)
  - L460
    - M436
      - M223
        - CTS616
          - CTS10057
            - Z161
            - L701

          - Y3721
            - M284
            - Y3670

        - Y6098
          - S23680
          - Y6099

      - Y10705
        - L38

    - P37 — переважно східноєвропейська гаплогрупа
      - M423
        - Y3104
          - L621 — у південно-східній Європі, найбільша концентрація серед босняків, хорватів, на північному сході Румунії та у Молдові; приналежність до південних слов'ян, румун, угорців та українців пояснюється поширенням цієї гаплогрупи ще до слов'янської експансії у добу кукутені-трипільської культури,

      - CTS595
        - L158 — до гаплогрупи належить приблизно 40 % сардинців, до 10 % у деяких районах Піренеїв, та 1.2 % (3 з 257) чехів,
        - S21825

  - L596
    - Y16419
    - S6635

## I-L460
L460 (I2a) сформувався 21800 років тому. Загальний предок жив 21100 років тому.
Також належать 5 снипів.
Найближче розгалуження дерева I-L460:
- L460
  - M436
    - M223
      - CTS616
      - Y6098

    - Y10705
      - L38

  - P37 — переважно східноєвропейська гаплогрупа
    - M423
      - Y3104

    - CTS595
      - L158 — до гаплогрупи належить приблизно 40 % сардинців, до 10 % у деяких районах Піренеїв, та 1.2 % (3 з 257) чехів,
      - S21825

### I-M423
M423 (I2a1b) сформувався 18500 років тому. Загальний предок жив 13500 років тому.
Також належать 45 снипів.
Найближче розгалуження дерева I-M423:
- M423
  - Y3104
    - L621
      - CTS10936
        - CTS4002
          - CTS10228
          - FGC20479

### I-M223
M223 (I2a2a) сформувався 17400 років тому. Загальний предок жив 12100 років тому.
Також належать 69 снипів.
Найближче розгалуження дерева I-M223:
- M223
  - CTS616
    - CTS10057
      - Z161
      - L701

    - Y3721
      - M284
      - Y3670

  - Y6098
    - S23680
    - Y6099

## I-L596
L596 (I2c) сформувався 21800 років тому. Загальний предок жив 15200 років тому.
Також належить 61 снип.
Найближче розгалуження дерева I-L596:
- L596
  - Y16419
    - Y16418
    - A1143
    - BY2807
    - BY2818
    - BY3335

  - S6635

## I2 серед українців
За даними трьох груп Familytree DNA, де сконцентровані українці, носіями I2 (M438) є 132 з 601, тобто 22,0 %.
З 132 носіїв гаплогрупи I2 серед українців належать до:
- I-M423 (I2a1b) 123 українських чоловіків або 93,2 %,
- I-M223 (I2a2a) 6 чоловіків або 4,5 %,
- I-L596 (I2c) 2 чоловіка або 1,5 %.

## Відомі носії
- За дослідженням проведеним у фільмі «ДНК - портрет нації» відомий український співак Олександр Пономарьов є носієм гаплогрупа I2.
- Відомий християнський німецький реформатор Мартин Лютер (1483—1546) належав до L147.2 (CTS5966, CTS10228)
- Міклош Горті (1868—1957), регент Угорського королівства у 1920-44 роках належав до I2a1b3a (L147.2).
- Джеймс Монро (1758—1831), один з батьків-засновників ЗДА, 5-ий президент ЗДА у 1817—1825 роках, шотландець клану Мунро, належав до I2-Y12073.
- Американський бізнесмен у галузі інформаційних технологій, засновник корпорації Майкрософ, найбагатша людина світу Білл Гейтс належить до I2-Y3684 (Y3713).
- Наполеон ІІІ (1808—1873) французький президент у 1848—1852 роках й французький імператор у 1852—1870 роках належав до I2a2a-CTS6433,
- Ендрю Джонсон (1808—1875), 17-ий президент ЗДА у 1865-69 роках належав до I2a2a (former I2b1)
- американський актор Чак Норріс належить до I2a2a-Z79 (підгалузь Z161),
- американський письменник жахів Стівен Кінг належить до I2a2a-Y7272 (підгалузі Z161 та S2364)
- російський військовик, грузинський князь Павло Ціціанов (1754—1806) з роду Ціціашвілі належав до I2c2b2,
- американський співак Елвіс Преслі (1935—1977) належав до рідкісної гаплогрупи I2c1a2a1a1a (F2044).

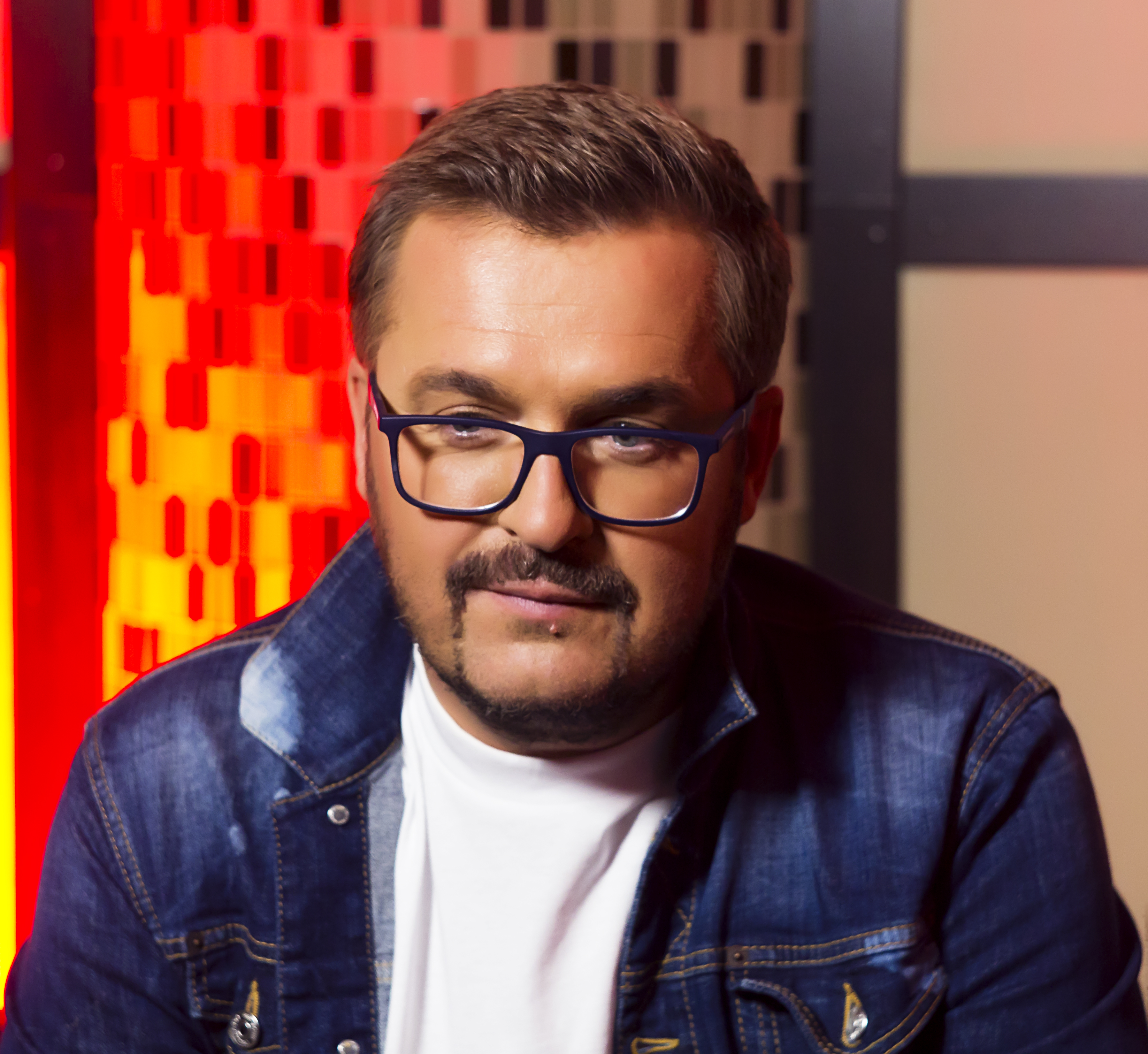
Пономарьов
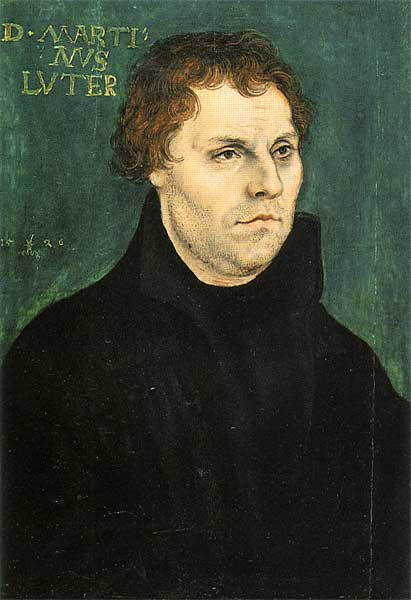
Лютер
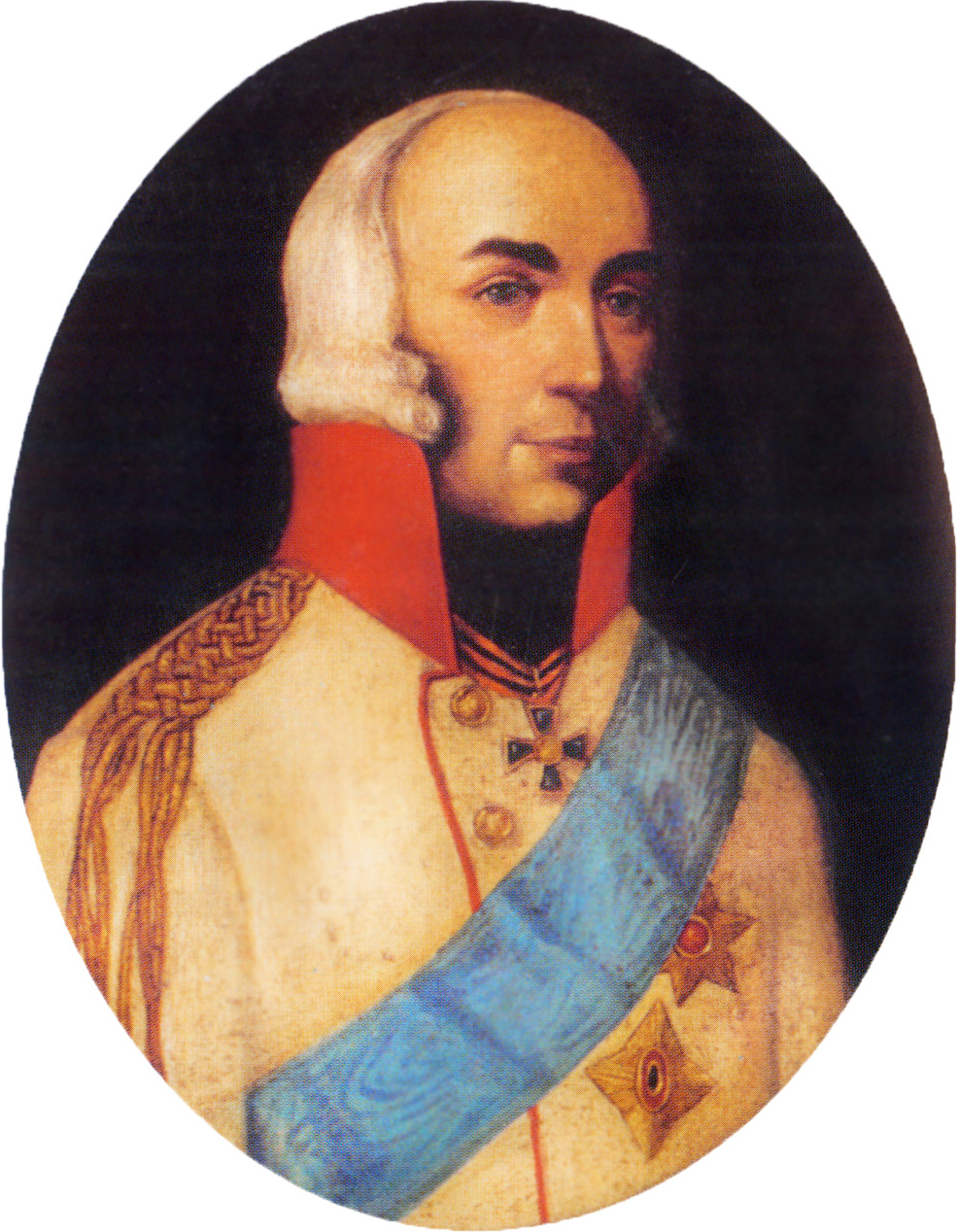
Тіціанов
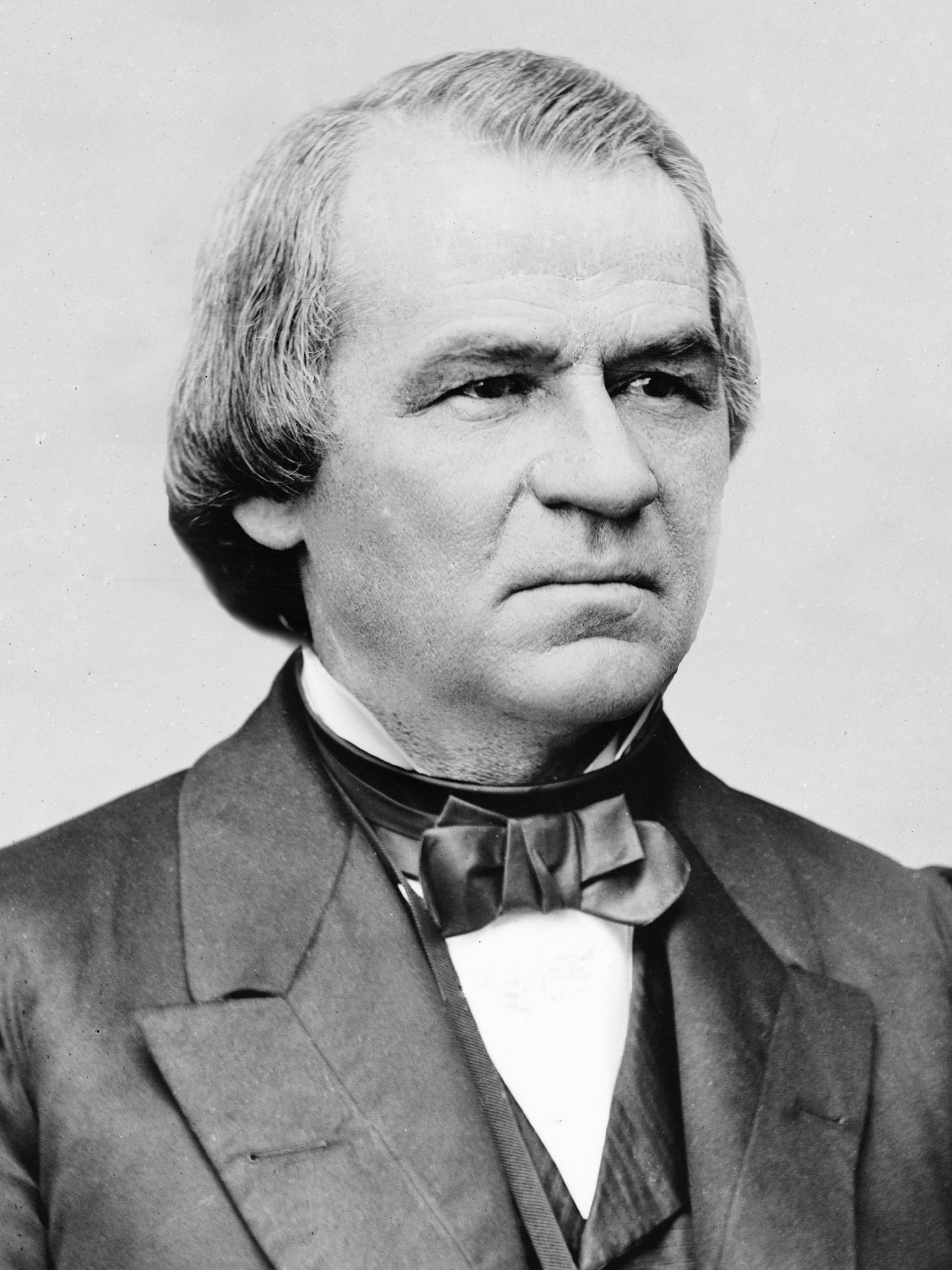
Джонсон
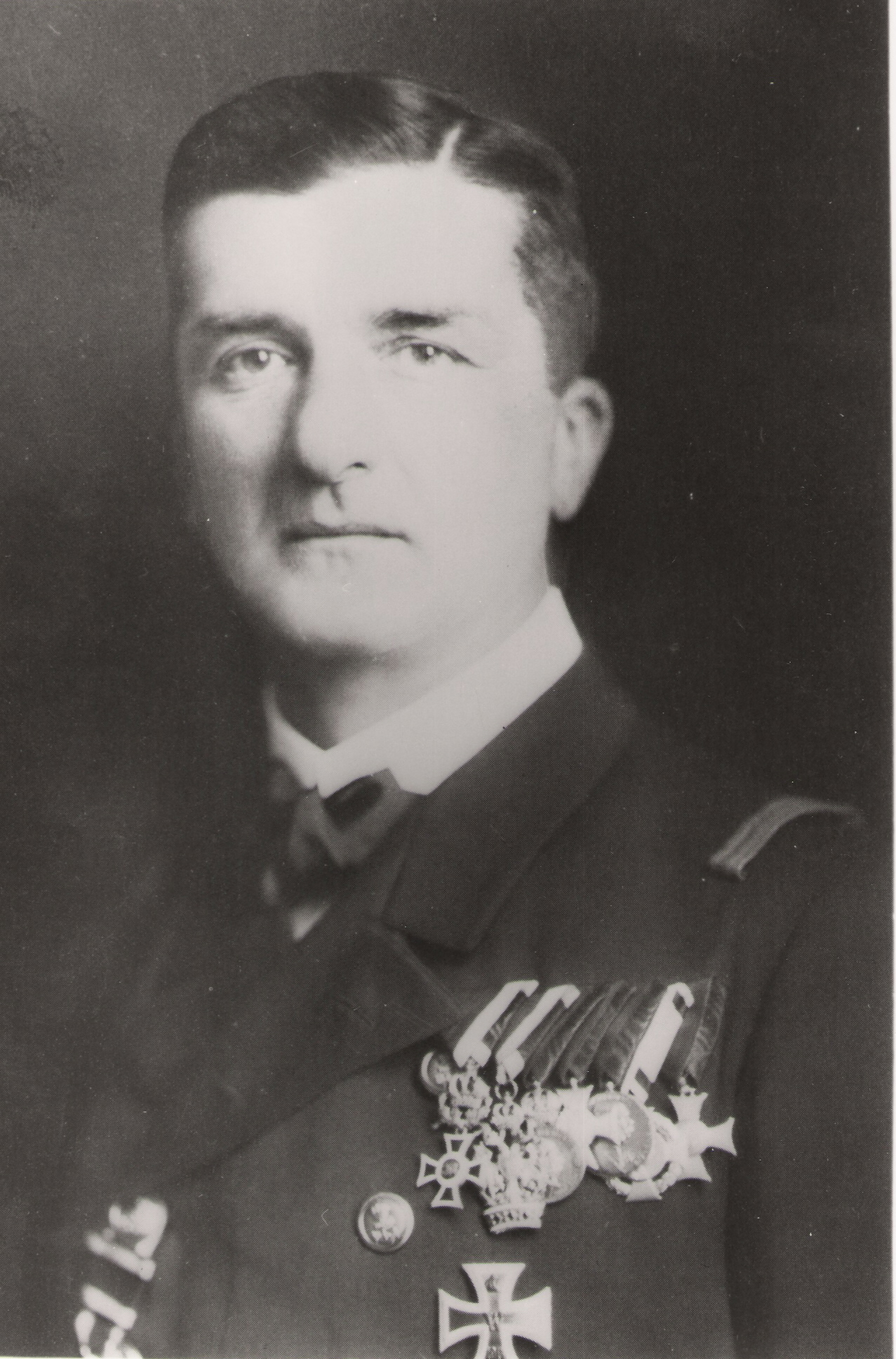
Горті
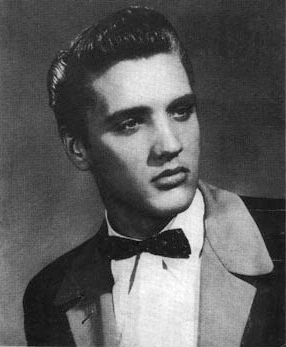
Преслі
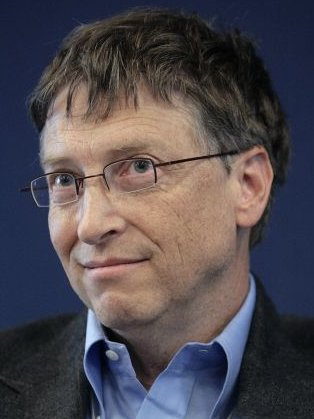
Гейтс
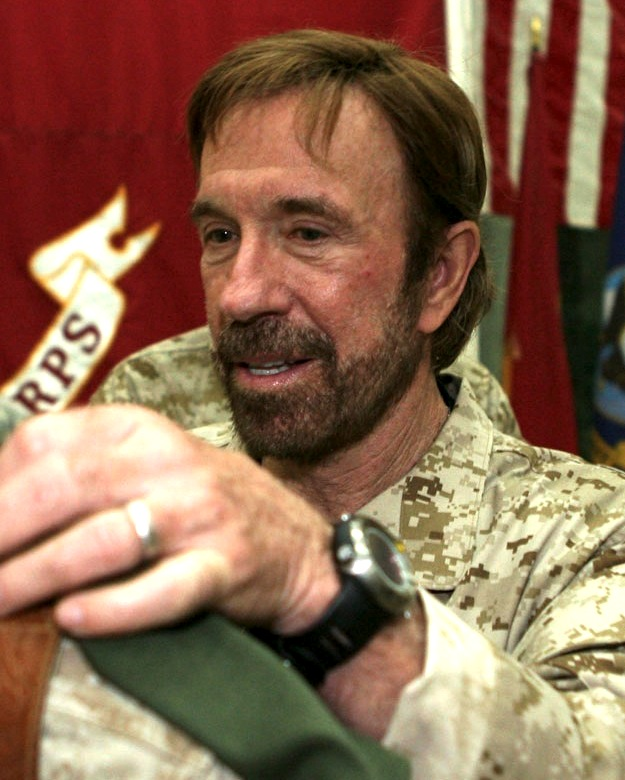
Норріс